# Na Mão Certa
A Revista Na Mão Certa é um veículo de comunicação que apresenta o Programa Na Mão Certa, lançado em 2006 e apoiado por empresas através da assinatura do Pacto Empresarial Contra a Exploração Sexual de Crianças e Adolescentes nas Rodovias Brasileiras. Pertence ao Childhood Brasil (Instituto WCF) que "traz artigos, entrevistas, reportagens e números que retratam o grave quadro da exploraçăo sexual comercial de crianças e adolescentes nas rodovias brasileiras."

## Prêmios
Prêmio Vladimir Herzog
Menção Honrosa do Prêmio Vladimir Herzog por Revista
| Ano  | Obra                 | Veículo de mídia     | Autor                                      | Resultado |
| ---- | -------------------- | -------------------- | ------------------------------------------ | --------- |
| 2009 | “Castelo dos Sonhos” | Revista Na Mão Certa | Marques Edilberth Casara e Tatiana Cardeal | Venceu    |